# Dundee United
Dundee United (offiziell: Dundee United Football Club) – auch bekannt als The Tangerines oder The Terrors – ist ein Fußballverein aus der schottischen Stadt Dundee. Die Anhänger werden auch als The Arabs bezeichnet, was in jüngster Zeit auch vermehrt von den britischen Medien als zusätzlicher Spitzname des Vereins verwendet wird.
Eddie Thompson ist seit September 2002 Präsident und Hauptaktionär von Dundee United, wobei die Anhänger des Vereins in Gestalt des ArabTRUST die zweitgrößte Anteilseignerschaft darstellen.
Europaweit stellt United den vierterfolgreichsten schottischen Klub dar, nahm 22 Mal an europäischen Vereinswettbewerben teil und absolvierte dabei insgesamt 104 Partien. In den zumeist englischen Medien findet bis zum heutigen Tag häufig eine Verwechselung von Dundee United mit dem Lokalrivalen FC Dundee statt. Die Duelle der beiden Clubs werden Dundee Derby genannt.

## Vereinsgeschichte
Inspiriert von den Vereinen Hibernian Edinburgh und Celtic Glasgow gründete die irisch-katholische Gemeinde in Dundee 1909 nach dem Niedergang des Klubs „Dundee Harp“ den neuen Verein unter der anfänglichen Bezeichnung „Dundee Hibernian“ und übernahm von den „Dundee Wanderers“ die Spielstätte „Cleptington Park“ (umbenannt dann in „Tannadice Park“), wo man am 18. August 1909 gegen Hibernian Edinburgh das erste Spiel absolvierte, das mit einem 1:1-Remis endete. Im Oktober 1923 wurde der Verein von einer Gruppe von Geschäftsleuten aus Dundee vor dem Aus gerettet, wobei man sich gleichzeitig für den neuen Namen „Dundee United“ entschied, um dem Verein eine größere Anziehungskraft zu verleihen. Ursprünglich wurde dabei der Name „Dundee City“ favorisiert, der jedoch beim Lokalrivalen FC Dundee zu Protesten führte.
Über viele Jahre hinweg spielte der Verein dann in unteren Klassen des schottischen Ligasystems und war nur vier Spielzeiten lang in der obersten Liga vertreten, bis 1959 Jerry Kerr als neuer Trainer verpflichtet wurde. Kerr beendete die 28-jährige Abwesenheit aus der schottischen Eliteliga durch den Aufstieg seiner neuen Mannschaft, was ihm bereits im ersten Jahr seiner Regentschaft mit der Vizemeisterschaft in der Second Division gelang. In der Mannschaft dieser Ära befanden sich einige bemerkenswerte Spieler wie die Stürmer Dennis Gillespie und Jim Irvine sowie die Abwehrspieler Doug Smith und Ron Yeats, wobei Yeats später in den 1960er-Jahren zum Mannschaftskapitän des FC Liverpool heranreifte.
Die anschließende Saison beendete United in der oberen Tabellenhälfte, platzierte sich dabei vor dem Stadtrivalen FC Dundee und verblieb mit nur wenigen Ausnahmen in den folgenden 35 Jahren in der schottischen Eliteklasse. In den 1960er-Jahren war die spielerische Stärke der Mannschaft geprägt von den skandinavischen Akteuren Örjan Persson, Finn Seemann, Lennart Wing, Finn Døssing und Mogens Berg. Mit diesen Spielern gelang auch der erste spektakuläre Erfolg in einem europäischen Vereinswettbewerb, als Dundee United 1966 sensationell den Titelverteidiger FC Barcelona aus dem Messepokal – dem Vorgängerbewerb des UEFA-Pokals – eliminierte.
In den Sommerpausen 1967 und 1969 engagierte Lamar Hunt die Mannschaft von United, um unter dem Namen Dallas Tornado am Spielbetrieb der nordamerikanischen Profiliga teilzunehmen.
Der ehemalige Trainer von FC Dundee Jim McLean übernahm 1971 von Jerry Kerr das Traineramt und startete fortan die erfolgreichste Ära in der Vereinsgeschichte. Bis zu diesem Zeitpunkt war United stets der deutlich kleinere und erfolglosere der beiden Fußballklubs aus Dundee gewesen. Dies änderte sich, als McLean (und zeitweise der Assistenztrainer Walter Smith) Dundee United 1974 in das schottische Pokalendspiel führte. Allerdings begann die McLean-Ära mit einer blamablen Westafrika-Tour 1972, die in Nigeria dauernde Spuren in der Alltagssprache hinterließ; dort ist „Dundee“ (für Einzelne) oder „Dundee United“ (für Gruppen) seither ein geläufiger Ausdruck für „Idiot“.
In den Jahren 1978 und 1979 folgte mit dem dritten Platz in der Abschlusstabelle der jeweils höchste Meisterschaftsrang in der Vereinsgeschichte, bevor dann die ersten Titelgewinne folgten. Der schottischen Ligapokal ging 1980 und 1981 erstmals an Dundee United.
Die wohl beste Spielzeit erlebte Dundee United dann aber in der Saison 1982/83, als der Verein erstmals die schottische Meisterschaft mit einer damaligen Punkt- und Torrekordausbeute gewinnen konnte. Auch im europäischen Vereinsfußball hatte sich der Verein bereits zuvor mit Siegen über Mannschaften wie AS Monaco, Borussia Mönchengladbach, PSV Eindhoven, RSC Anderlecht und Werder Bremen einen Namen gemacht.
Bei der ersten Teilnahme am Europapokal der Landesmeister zog Dundee United bis ins Halbfinale ein und verlor dort knapp gegen die AS Rom. Einem 2:0-Hinspielsieg im heimischen Stadion folgte dabei eine 0:3-Niederlage, in deren Nachgang später bekannt wurde, dass der italienische Verein für den Versuch einer Schiedsrichterbestechung bestraft wurde.
Zum Höhepunkt europäischer Meriten wurde die Saison 1986/87, in der United als erster schottischer Verein das UEFA-Pokalendspiel erreichte und während des Weges dorthin den FC Barcelona – wie bereits 20 Jahre zuvor – durch Siege in Hin- und Rückspiel ausgeschaltet hatte, was bis zum heutigen Tage keiner anderen britischen Mannschaft in einem europäischen Vereinswettbewerb gelang.
Im Finale unterlag United dem schwedischen Klub IFK Göteborg in dem auf zwei Spiele angelegten Vergleich. Aufgrund des besonders fairen Verhaltens der „Arabs“ während und nach dem Spiel im Tannadice Park erhielt der Verein jedoch den erstmals von der FIFA ausgelobten Fair-Play-Preis.
Während dieser Jahre durchbrach Dundee United mit dem FC Aberdeen die traditionelle Vorherrschaft der als „Old Firm“ bezeichneten Vereine Glasgow Rangers und Celtic Glasgow und begründete die sogenannte „New Firm“. Da der FC Dundee sich zudem häufig außerhalb der obersten Spielklasse aufhielt, ersetzte das Duell aus der New Firm zunehmend das traditionelle „Dundee Derby“.
Die Entwicklung von Dundee United unter McLean von der praktischen Bedeutungslosigkeit zu einem der führenden schottischen Fußballvereine dauerte fast 22 Jahre an und endete mit McLeans Rücktritt im Juni 1993 und seinem weiteren Verbleib als Präsident des Klubs.
Im Traineramt folgte nun mit Ivan Golac der erste nicht-britische sportliche Leiter eines schottischen Fußballvereins, der eine gesunde Mannschaftsstruktur von seinem Vorgänger erbte. Seine erste Aktion bestand jedoch darin, Duncan Ferguson für eine Ablöse von vier Millionen britischen Pfund – einer damaligen Rekordsumme für einen Transfer zweier britischer Vereine – an die Glasgow Rangers zu verkaufen. Dennoch konnte Golac in seiner Debütsaison seinem Verein zum ersten Gewinn des schottischen Pokals verhelfen, nachdem Dundee United zuvor bereits in sechs Endspielen unterlegen gewesen war. Durch den 1:0-Finalsieg im Jahr 1994 gegen die Rangers – das entscheidende Tor schoss Craig Brewster – komplettierte United damit die heimische Trophäenkollektion.
Dennoch wendeten sich die Geschicke des Vereins fortan in eine negative Richtung. Nach einer meist durchschnittlich verlaufenden Saison 1994/95 führte eine Niederlagenserie bis hin zu einer 0:1-Heimniederlage am letzten Spiel gegen die Celtics zum Abstieg in die zweitklassige First Division. Der anschließenden Favoritenstellung in der zweiten Liga wurde der Verein in der nächsten Saison nicht vollständig gerecht und platzierte sich am Ende nur als Vizemeister. Dennoch stieg United nach der Playoff-Begegnung gegen Partick Thistle, das der Verein mit 3:2 Toren nach zwei Spielen gewinnen konnte, in die Premier League auf.
In der jüngsten Zeit konnte der Verein keine weiteren nennenswerten Erfolge feiern und musste, wie viele Provinzvereine in Schottland, vermehrt um den Klassenerhalt bangen. Im Jahr 2005 gelang dem Verein wieder ein Finaleinzug im schottischen Pokal, wo der Verein jedoch mit 0:1 gegen Celtic verlor.
Nachdem es in der Saison 2008/09 lange so ausgesehen hatte, als könne man sich nach längerer Abstinenz wieder für einen europäischen Bewerb qualifizieren, wurde man durch eine Niederlage am letzten Spieltag – ausgerechnet am Tag des 100-jährigen Vereinsjubiläums – noch aufgrund des Torverhältnisses vom FC Aberdeen abgefangen und beendete die Saison auf dem fünften Platz.

## Aktueller Kader
Stand: 16. August 2025
| Nr. |                 | Position | Name                  |
| --- | --------------- | -------- | --------------------- |
| 1   | Ukraine         | AB       | Yevgeniy Kucherenko   |
| 2   | Australien      | AB       | Ryan Strain           |
| 3   | Niederlande     | AB       | Bert Esselink         |
| 4   | Moldau Republik | AB       | Iurie Iovu            |
| 5   | Kroatien        | AB       | Vicko Ševelj          |
| 6   | Schottland      | AB       | Ross Graham           |
| 7   | Nordmazedonien  | ST       | Kristijan Trapanovski |
| 8   | Guinea-Bissau   | MF       | Panutche Camara       |
| 9   | Australien      | ST       | Zachary Sapsford      |
| 10  | Danemark        | MF       | Julius Eskesen        |
| 11  | Irland          | AB       | Will Ferry            |
| 14  | Schottland      | MF       | Craig Sibbald         |
| 17  | Schweden        | ST       | Amar Fatah            |
| 18  | Schottland      | ST       | Kai Fotheringham      |
| 19  | Kroatien        | AB       | Ivan Dolček           |

| Nr. |            | Position | Name                  |
| --- | ---------- | -------- | --------------------- |
| 21  | England    | MF       | Luca Stephenson       |
| 22  | Finnland   | AB       | Dario Naamo           |
| 23  | Ungarn     | AB       | Krisztián Keresztes   |
| 25  | Wales      | TW       | Dave Richards         |
| 26  | Kenia      | MF       | Richard Odada         |
| 29  | Schottland | MF       | Miller Thomson        |
| 30  | Schottland | MF       | Lewis O’Donnell       |
| 34  | Schottland | ST       | Owen Stirton          |
| 35  | England    | AB       | Charlie Dewar         |
| 36  | England    | ST       | Max Watters           |
| 37  | Schottland | AB       | Samuel Cleall-Harding |
| 39  | Schottland | MF       | Scott Constable       |
| 44  | Schottland | MF       | Calvin Beattie        |
| 70  | Ghana      | MF       | Isaac Pappoe          |

### Verliehene Spieler
| Nr. |            | Position | Name           |
| --- | ---------- | -------- | -------------- |
| 31  | Schottland | TW       | Ruairidh Adams |

| Nr. |  | Position | Name |
| --- |  | -------- | ---- |

## Sportliche Erfolge
- Schottische Fußballmeisterschaft
  - Meister: 1983
  - Dritter: 1978, 1979, 1984, 1985, 1986, 1987, 1997, 2010
- Schottischer Pokal
  - Sieger: 1994, 2010
  - Finalist: 1974,  1981, 1985, 1987, 1988, 1991, 2005, 2014
- Schottischer Ligapokal
  - Sieger: 1980, 1981
  - Finalist: 1982, 1985, 1998, 2008 2015
- Scottish Championship
  - Meister: 2020, 2024
- Schottischer Challenge Cup
  - Sieger: 2017
  - Finalist: 1996
- Europapokal der Landesmeister
  - Halbfinale: 1983/84
- Europapokal der Pokalsieger
  - 2. Runde: 1974/75, 1988/89
- UEFA-Pokal
  - Finalist: 1987

## Top 10 nach Einsätzen und Toren
(Stand: 3. Mai 2016; berücksichtigt sind alle Pflichtspiele und Tore)
| Einsätze                           | Einsätze         | Einsätze  | Einsätze |
| ---------------------------------- | ---------------- | --------- | -------- |
| 1                                  | David Narey      | 1972–1994 | 872      |
| 2                                  | Maurice Malpas   | 1979–2000 | 830      |
| 3                                  | Paul Hegarty     | 1974–1990 | 707      |
| 4                                  | Hamish McAlpine  | 1966–1986 | 688      |
| 5                                  | Doug Smith       | 1959–1976 | 628      |
| 6                                  | Paul Sturrock    | 1974–1989 | 575      |
| 7                                  | Dennis Gillespie | 1959–1971 | 455      |
| 8                                  | Eamonn Bannon    | 1979–1988 | 440      |
|                                    | Andy Rolland     | 1967–1978 | 440      |
| 10                                 | David Bowman     | 1986–1998 | 429      |
| fett= noch für Dundee United aktiv |                  |           |          |

| Tore                               | Tore             | Tore      | Tore |
| ---------------------------------- | ---------------- | --------- | ---- |
| 1                                  | Peter McKay      | 1947–1954 | 203  |
| 2                                  | Paul Sturrock    | 1974–1989 | 171  |
| 3                                  | David Dodds      | 1975–1986 | 150  |
| 4                                  | Ian Mitchell     | 1962–1974 | 133  |
| 5                                  | Duncan Hutchison | 1927–1940 | 122  |
| 6                                  | Dennis Gillespie | 1959–1971 | 115  |
| 7                                  | John Coyle       | 1950–1958 | 112  |
| 8                                  | Arthur Milne     | 1934–1940 | 109  |
|                                    | Frank Quinn      | 1948–1954 | 109  |
| 10                                 | Eamonn Bannon    | 1979–1988 | 108  |
| fett= noch für Dundee United aktiv |                  |           |      |